# インドトゲオアガマ
インドトゲオアガマ（Uromastyx hardwickii）は、爬虫綱有鱗目アガマ科トゲオアガマ属に分類されるトカゲ。別名はハードウィッキートゲオアガマ。

## 分布
インド北西部、パキスタン

## 形態
全長35cm。体色は褐色で暗色の虫食い状の斑紋が入る。尾は長く、棘状の鱗はあまり発達しない。

## 生態
砂漠や岩場等に生息する。群れを形成し集団営巣するとされる。天敵としてはオオトカゲ、ワシタカ等が挙げられる。
食性は植物食で、植物の葉、花、果実、種子等を食べる。幼体や飼育下では昆虫類等を食べることもある。
繁殖形態は卵生。

## 人間との関係
ペット用として飼育されることもあり、日本にも輸入されている。主に野生個体が流通しているが、繁殖個体が流通することもある。寒さに強く丈夫とされ、群れを形成するためか複数飼育でも問題がおこりにくいとされる。飼育にあたっては底面積を重視した大型のテラリウムで飼育される。